# William Guerin
Vous lisez un « bon article » labellisé en 2011.
Pour les articles homonymes, voir Guérin.
Temple de la renommée américain : 2013
William Robert Guerin, dit Bill Guerin, (né le 9 novembre 1970 à Worcester dans le Massachusetts) est un joueur professionnel américain de hockey sur glace devenu entraîneur. Il est choisi en première ronde par les Devils du New Jersey dans la Ligue nationale de hockey en tant que cinquième joueur sélectionné au repêchage de 1989.
Au cours de sa carrière professionnelle, Guerin joue pour huit équipes en dix-huit saisons dans la LNH jusqu'à sa retraite à la fin de la saison 2009-2010. Il porte ainsi les couleurs des Devils, des Oilers d'Edmonton, des Bruins de Boston, des Stars de Dallas, des Blues de Saint-Louis, des Sharks de San José, des Islanders de New York et enfin des Penguins de Pittsburgh. Il remporte aussi la Coupe Stanley avec les Devils en 1995 et avec les Penguins en 2009.
Il représente également les États-Unis au niveau international. Il joue ainsi sept compétitions avec le maillot américain prenant part à deux reprises au championnat du monde junior en 1989 et 1990, et deux autres fois à la Coupe du monde en 1996 et 2004. Il participe également à trois Jeux olympiques en 1998, en 2002 au cours duquel il remporte la médaille d'argent et enfin en 2006.

## Biographie

### Les débuts
William Robert Guerin naît le 9 novembre 1970 à Worcester dans le Massachusetts ; il a des origines nicaraguayennes par sa mère et irlandaises. En 1985, il rejoint les Olympics de Springfield dans la New England Junior Hockey League. Après avoir joué quatre saisons, il connaît sa meilleure saison en 1987-1988 totalisant 75 points en 38 matchs. En décembre 1989, Guerin prend part au championnat du monde junior de 1989 avec l'équipe des États-Unis. La formule utilisée est celle du round-robin et les Américains terminent le championnat à la cinquième place avec une fiche de trois victoires, trois défaites et un match nul. Les médaillés d'or, les Soviétiques, récoltent une fiche  de six victoires pour une seule défaite.
Le 17 juin 1989, les Devils du New Jersey sélectionnent Guerin en tant que cinquième joueur lors du repêchage d'entrée dans la Ligue nationale de hockey. En 1989, il rejoint le Boston College et joue dans le championnat universitaire, la National Collegiate Athletic Association, en jouant pour les Eagles. En décembre 1990, Guerin prend part au championnat du monde junior de 1990. Les Américains terminent le championnat à la sixième et avant-dernière place avec une fiche d'une victoire et six défaites. La médaille d'or revient à l'équipe du Canada qui a une fiche de cinq victoires, un revers et un match nul.

### Les Devils du New Jersey (1991-1998)

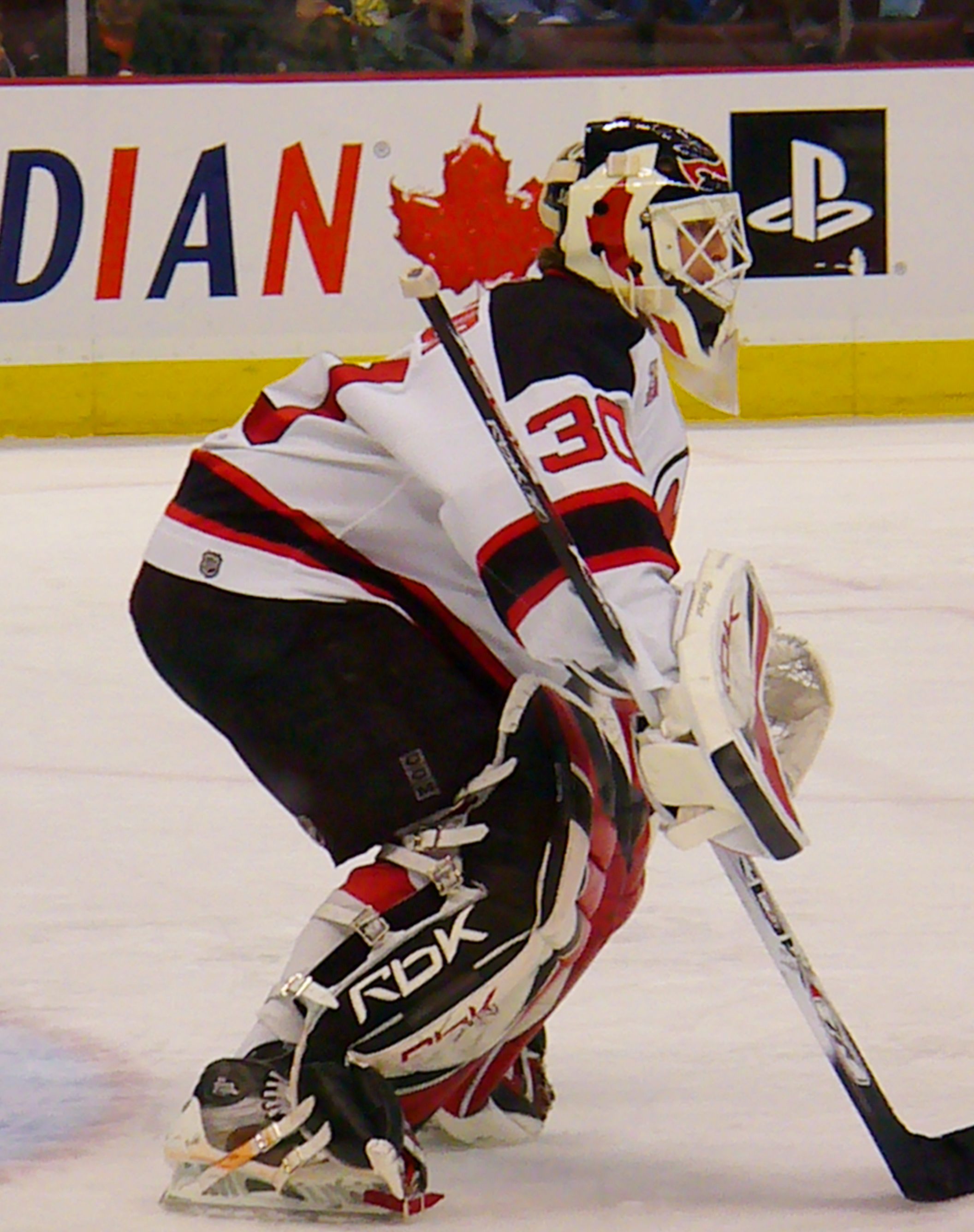
Martin Brodeur, coéquipier de Guerin entre 1993 et 1998.

Guerin commence sa carrière professionnelle en 1991-1992 avec les Devils de l'Utica, l'équipe affiliée dans la Ligue américaine de hockey à la franchise du New Jersey. Après avoir joué 22 matchs avec l'équipe, il fait ses débuts dans la Ligue nationale de hockey avec les Devils du New Jersey le 20 février 1992 contre les Blackhawks de Chicago ; il devient ainsi le premier joueur d'origine hispanique à jouer dans la LNH. Le lendemain contre les Jets de Winnipeg, il réalise son premier point sur une aide. Au cours des séries éliminatoires, Guerin joue également six des sept matchs de la série opposant les Devils aux Rangers de New York et marque même trois buts durant la série. Guerin dispute en plus quatre des sept matchs des séries de la LAH alors que l'équipe d'Utica est éliminée par les Rangers de Binghamton.
Commençant la saison 1992-1993 dans la LAH, il se fait rapidement une place avec les Devils du New Jersey. Le 28 octobre 1992, il marque son premier but en saison régulière dans la LNH lors d'un match contre les Whalers de Hartford ; il s'agit de son quatrième but dans la LNH après avoir inscrit trois buts lors des séries éliminatoires de l'année passée. En 65 matchs, il inscrit 14 buts et 20 aides pour 34 points alors que Claude Lemieux est le meneur de l'équipe avec 81 points. Les Devils perdent dès le premier tour des séries face aux Penguins de Pittsburgh.
La saison suivante, il inscrit son premier doublé le 5 novembre 1993 contre les Mighty Ducks d'Anaheim après avoir commencé les dix premiers matchs sans marquer de but. À la fin de la saison, Guerin compte 25 buts et 19 aides pour 44 points ; le défenseur Scott Stevens est le meneur de l'équipe avec 78 points. Après avoir éliminé les Sabres de Buffalo et les Bruins de Boston, l'équipe du New Jersey se fait sortir en sept rencontres face aux Rangers de New York. Les Rangers vont ensuite remporter la Coupe Stanley face aux Canucks de Vancouver.
La saison 1994-1995 est écourtée en raison d'un lock-out de 104 jours qui prend fin le 11 janvier 1995 et les équipes sont limités à 48 matchs. Guerin prend part à tous les matchs du calendrier et totalise 12 buts et 13 aides pour 25 points. Il termine quatrième pointeur de l'équipe. Stéphane Richer est le meilleur pointeur de l'équipe avec 39 points. Deuxièmes de la division Atlantique, les Devils éliminent tour à tour les Bruins de Boston, les Penguins de Pittsburgh et les Flyers de Philadelphie pour participer à la finale de la Coupe Stanley. Guerin et les Devils vont ensuite gagner la série quatre matchs à zéro face aux Red Wings de Détroit alors que ces derniers sont la meilleure équipe de la saison régulière et les favoris pour la Coupe. Il s'agit de la première Coupe Stanley de l'histoire des Devils et Guerin inscrit 11 points en 20 matchs joués.
En 1995-1996, Guerin totalise 53 points en 80 matchs pour être le deuxième pointeur de l'équipe derrière Steve Thomas qui compte 61 points. Malgré tout, l'équipe championne en titre ne parvient pas à se qualifier pour les séries éliminatoires en terminant à la sixième place de la division.
Avant le début de la saison 1996-1997, la LNH organise une nouvelle compétition internationale : la Coupe du monde. Les États-Unis jouent cette première édition et Guerin fait partie de l'équipe. Alors que les Américains ont trois victoires en autant de matchs pour terminer premiers de la division nord-américaine, ils sont directement qualifiés pour les demi-finales ; c'est aussi le cas de l'équipe de Suède qui ont terminé premiers de la division européenne. Après avoir battu l'équipe de Russie 5-2, ils affrontent l'équipe du Canada lors de la finale jouée au meilleur des trois matchs. Les Canadiens gagnent le premier match 4-3 en prolongation après un but de Steve Yzerman à la 70e minute. Après une victoire 5-2, ils remportent également le troisième match sur le même score après avoir marqué quatre buts en trois minutes.
De retour dans la LNH, Guerin inscrit son premier coup du chapeau en carrière lors d'un match contre les Sabres de Buffalo le 31 décembre 1996. Il joue l'intégralité de la saison et totalise 29 buts et 18 aides pour 47 points le plaçant à la quatrième place des pointeurs de l'équipe. Les Devils terminent premiers de l'association de l'Est et troisièmes de la ligue derrière l'Avalanche du Colorado et les Stars de Dallas, deux équipes de l'association de l'Ouest. Malgré cette première place de l'association, l'équipe est éliminée dès le deuxième tour des séries en perdant en cinq matchs contre les Rangers de New York après avoir battu les Canadiens de Montréal en première ronde 4-1.
En 1997-1998, Guerin entame sa saison avec les Devils mais il est échangé aux Oilers d'Edmonton le 4 janvier 1998 en compagnie de Valeri Zelepoukine en retour de Jason Arnott et Bryan Muir.

### Les Oilers puis les Bruins (1998 à 2002)

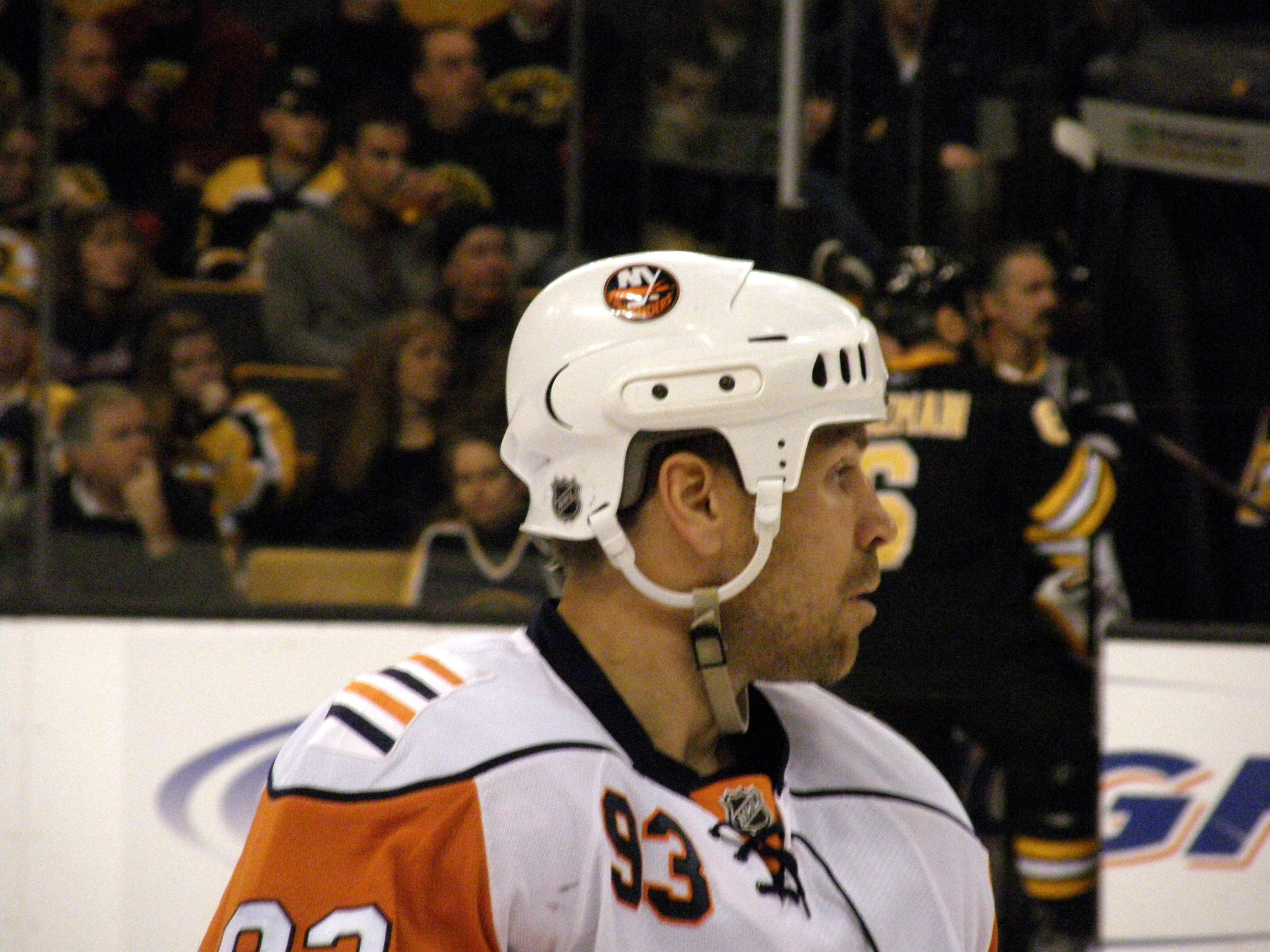
Doug Weight (ici avec les Islanders de New York), coéquipier de Guerin avec les Oilers entre 1998 et 2000.

En février 1998, ont lieu les Jeux olympiques à Nagano au Japon. Pour la première fois dans l'histoire du hockey, la LNH réalise une pause dans son calendrier pour permettre à « ses » joueurs d'y participer. Pour les Jeux, une première phase est jouée entre les « nations mineures », les six meilleures équipes au classement international n'entrant en jeu que pour la deuxième semaine. Ces dernières sont le Canada, la Finlande, la Russie, la République tchèque, la Suède et enfin les États-Unis. Les Américains  s'inclinent en quarts de finale face à la République tchèque sur le score de 4-1.
De retour dans la LNH, Guerin joue 40 matchs avec les Oilers et totalise 29 points alors que Doug Weight se classe premier de l'équipe avec 70 points. Les Oilers terminent troisièmes de la division Pacifique et sont qualifiés pour les séries. Alors qu'ils sont menés trois victoires à une par l'Avalanche du Colorado, ils parviennent à les éliminer en sept rencontres. Ils perdent toutefois en cinq matchs au tour suivant contre les Stars de Dallas.
La saison suivante, Guerin est le meneur de l'équipe en inscrivant 30 buts et 34 aides pour 64 points. Doug Weight, habituel meneur de l'équipe, ne joue que 43 matchs en raison d'une blessure au genou. Terminant à la huitième et dernière place qualificative dans l'association de l'Ouest, Edmonton est cependant balayé en quatre matchs dès la première ronde par les Stars de Dallas, futurs champions de la Coupe Stanley. En 1999-2000, Weight termine une nouvelle fois meilleur pointeur de l'équipe avec 72 points alors que Guerin est quatrième avec 46 réalisations. Ils sont encore une fois éliminés par les Stars, qui atteignent la finale mais sont battus par les Devils, l'ancienne équipe de Guerin.

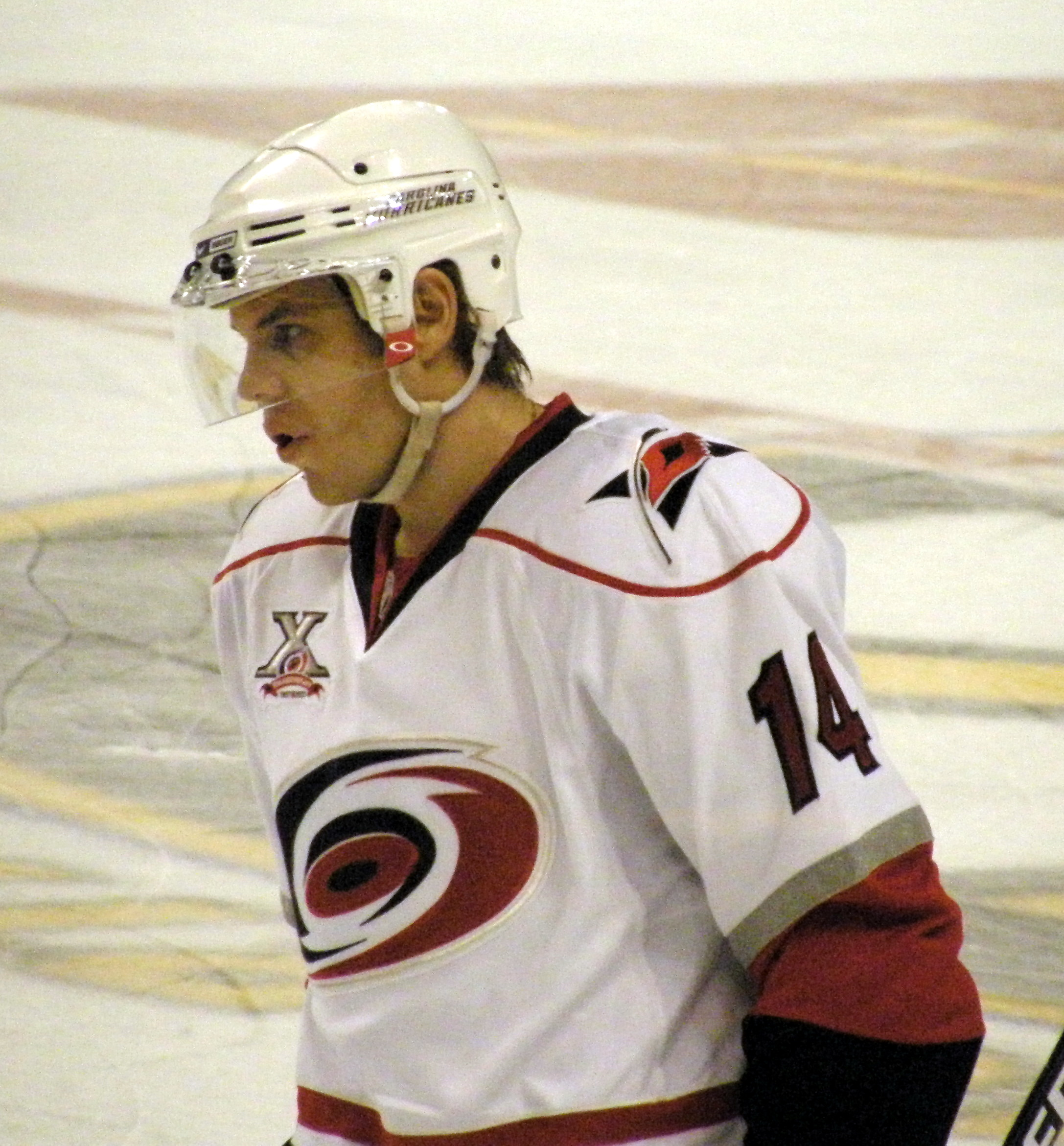
Sergueï Samsonov (ici avec les Hurricanes de la Caroline), coéquipier de Guerin lors de ses deux saisons avec les Bruins de Boston.

Malgré un très bon début de saison 2000-2001 avec les Oilers où Guerin compte 22 points en 21 matchs, il est échangé aux Bruins de Boston le 15 novembre 2000 avec de considérations futures en retour d'Anson Carter, d'un choix de premier et d'un autre de deuxième tour au repêchage de 2001, les deux choix seront alors Aleš Hemský et Doug Lynch. Le 4 février 2001, Guerin est sélectionné pour jouer le 51e Match des étoiles de la LNH ; il parvient à inscrire un coup du chapeau et est élu meilleur joueur du match.
Guerin termine sa saison avec les Bruins et totalise 63 points en 64 rencontres terminant quatrième pointeur de sa formation derrière Jason Allison, Sergueï Samsonov et Joe Thornton. Ne faisant pas partie des dix meilleurs pointeurs dans la LNH, il parvient tout de même à compter sur l'ensemble de la saison 85 points en autant de match terminant à la treizième place. Il termine aussi septième pour les tirs au but avec 288 réalisations. Les Bruins terminent non qualifiés aux séries avec la neuvième place de l'association de l'Est, n'étant qu'a deux points des Hurricanes de la Caroline, huitièmes et derniers qualifiés dans l'Est.
La saison suivante, Guerin est suspendu par la LNH pour trois matchs pour avoir frappé au visage Patrik Štefan des Thrashers d'Atlanta avec sa crosse le 8 octobre 2001. Štefan a la mâchoire cassée et subit une opération bien qu'aucune pénalité n'ait été décernée. En février 2002, Guerin prend part aux Jeux olympiques de 2002 se déroulant à Salt Lake City avec la sélection américaine. Tout comme les Jeux de 1998, une première phase est jouée entre les « nations mineures », les six meilleures équipes au classement international (États-Unis, Canada, Russie, Suède, Finlande et République tchèque) n'entrant en jeu que pour la deuxième semaine. Lors du match contre les Finlandais, vers la fin du troisième tiers-temps, il parvient à marquer le premier but de sa carrière internationale lors d'une victoire des siens 6-0. Les Américains écrasent ensuite l'équipe de Biélorussie 8-1 avec un doublé de Guerin en trois minutes. Premiers de leur poule, ils éliminent l'équipe d'Allemagne 5-0 en quart-de-finale et les Russes 3-2. Les Américains parviennent ainsi à se qualifier pour la finale contre le Canada, finale qu'ils perdent 5-2.
Il termine sa saison avec 41 buts et 25 aides pour 66 points terminant à la troisième place des pointeurs de l'équipe. Meilleur buteur des Bruins, Guerin termine deuxième buteur de la ligue étant dans une triple égalité avec Glen Murray et Mats Sundin. Jarome Iginla des Flames de Calgary est le meilleur buteur avec 52 buts. Les Bruins parviennent à se qualifier pour les séries éliminatoires en terminant en tête du classement de l'association de l'Est. Les Canadiens de Montréal, dernière équipe qualifiée aux séries, surprennent les Bruins en mettant fin à leur saison en six rencontres.

### La suite de sa carrière (2002 à 2009)

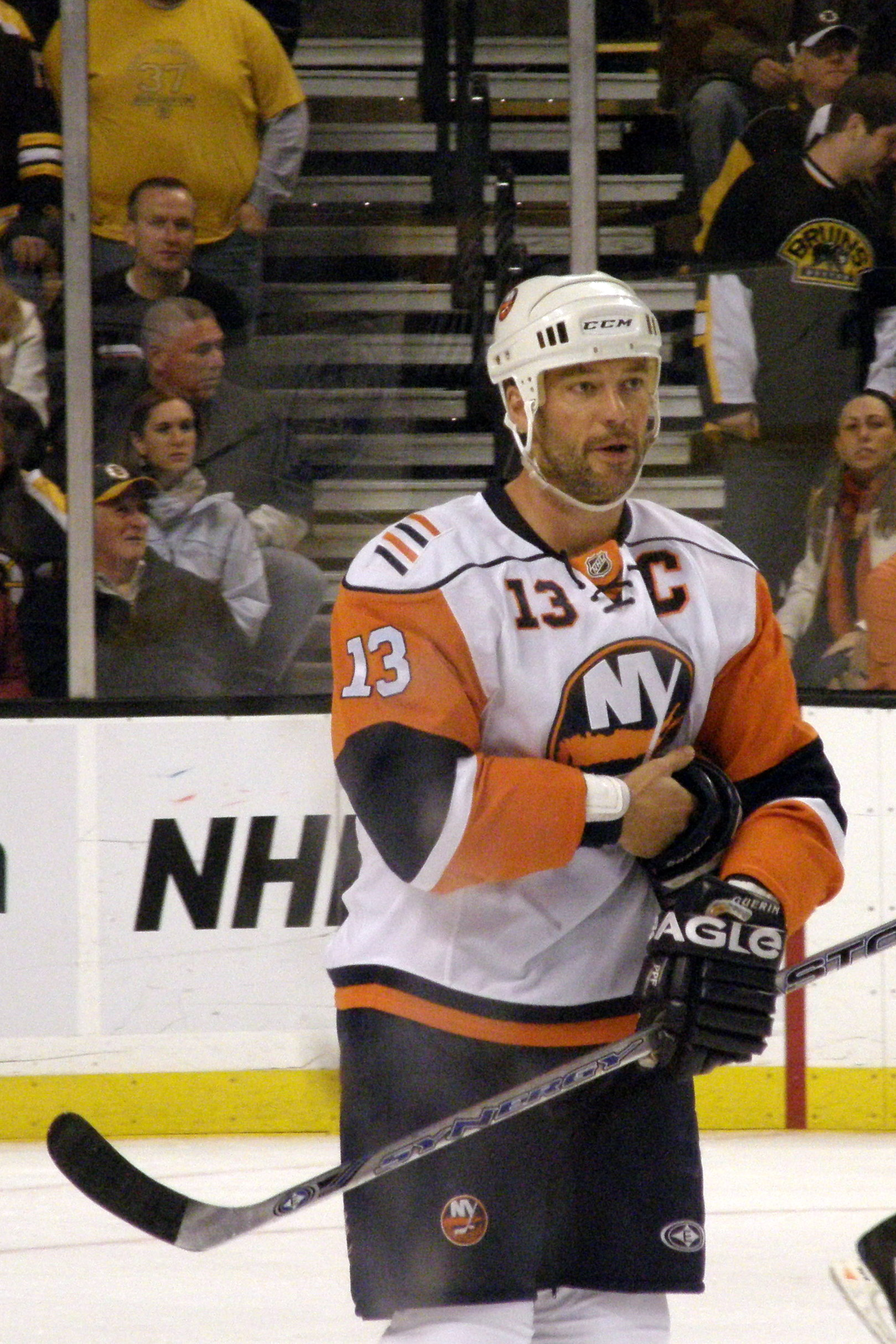
Guerin avec les couleurs des Islanders de New York en novembre 2008.

Le 3 juillet 2002, il signe un contrat de cinq ans en tant qu'agent libre avec les Stars de Dallas lui valant 45 millions de dollars. Lors de sa première saison avec les Stars, il termine avec 25 buts et autant d'aides pour 50 points, troisième de l'équipe derrière Sergueï Zoubov et Mike Modano, ce dernier terminant avec 85 points. Cependant, Guerin est limité à 64 matchs en raison d'une contusion à la cuisse. Il subit cette blessure fin février, puis manque les 18 derniers matchs de la saison régulière, les six matchs de la série contre les Oilers d'Edmonton et les deux premiers matchs de la série contre les Mighty Ducks d'Anaheim ne jouant que quatre rencontres des séries éliminatoires.
En 2003-2004, il joue l'intégralité de la saison et enregistre 69 points pour être le meilleur pointeur de l'équipe. Malgré tout, les Stars perdent dès le premier tour face à l'Avalanche du Colorado en six matchs. Fin août 2004, il prend part à la Coupe du monde de 2004. Lors de la première poule, les Américains ne gagnent que le match contre l'équipe de Slovaquie ; Guerin marquant en fin de match. Après la victoire américaine contre les Russes en quart de finale, ils sont finalement sortis en demi-finale contre les Finlandais sur la marque de 2-1, le but vainqueur étant marqué par Saku Koivu.
Alors que de nombreux joueurs choisissent de partir jouer en Europe ou dans les ligues mineures, Guerin préfère profiter de la saison 2004-2005, annulée en raison d'un lock-out, pour se reposer. Il revient au jeu pour la saison suivante. Cependant, sa saison est décevante puisqu'il n'inscrit que 40 points lors de ses 70 matchs, chutant au huitième rang des pointeurs de l'équipe. Plus tôt, il prend part aux Jeux olympiques d'hiver en février 2006 se tenant à Turin en Italie. Les Américains ne connaissent pas un très bon tournoi puisqu'ils ne gagnent qu'un match lors de la première poule après une victoire 4-1 contre l'équipe du Kazakhstan et perdent trois matchs. Les Américains perdent finalement les quarts de finale contre la Finlande après un doublé d'Olli Jokinen. De retour dans la LNH, les Stars sont encore une fois éliminés par l'Avalanche, mais cette fois-ci en cinq matchs.
Le 29 juin 2006, les Stars rachètent la dernière année du contrat de Guerin et il devient agent libre. Quatre jours plus tard, il signe un contrat d'un an avec les Blues de Saint-Louis, contrat lui rapportant deux millions de dollars. Il y retrouve Doug Weight, son ancien coéquipier avec les Oilers. Ce dernier avait débuté avec les Blues en 2001 mais est transféré fin janvier 2006 aux Hurricanes de la Caroline avec lesquels il remporte la Coupe Stanley en 2006. Guerin rejoint Weight et retrouve son niveau passé ; le 13 janvier, il est choisi pour jouer le 55e Match des étoiles de la LNH. Le 2 février 2007, il joue son millième match dans la LNH devenant le 214e joueur dans l'histoire de la LNH à dépasser cette barre symbolique. Après 47 points en 61 matchs, Guerin est échangé le 27 février 2007 aux Sharks de San José en retour de Ville Nieminen, Jay Barriball, ainsi que du choix de première ronde des Devils au repêchage de 2008. En 16 matchs, il enregistre huit buts et une aide pour neuf points. Joe Thornton termine meilleur pointeur de l'équipe avec 114 points. Après avoir sorti les Predators de Nashville, ils sont éliminés en six matchs par les Red Wings de Détroit.
Le 5 juillet 2007, il change une nouvelle fois d'équipe en signant une entente de deux ans avec les Islanders de New York. Il devient pour la saison 2007-2008 le capitaine des Islanders alors que ces derniers manquent les séries en terminant cinquièmes de la division Atlantique. Toujours capitaine au début de la saison suivante, il ne finit pas le calendrier avec les Islanders ; en effet, il échangé le 4 mars 2009 aux Penguins de Pittsburgh contre le tour de troisième ronde des Penguins au repêchage de 2009.

### Les Penguins de Pittsburgh (2009-2010)

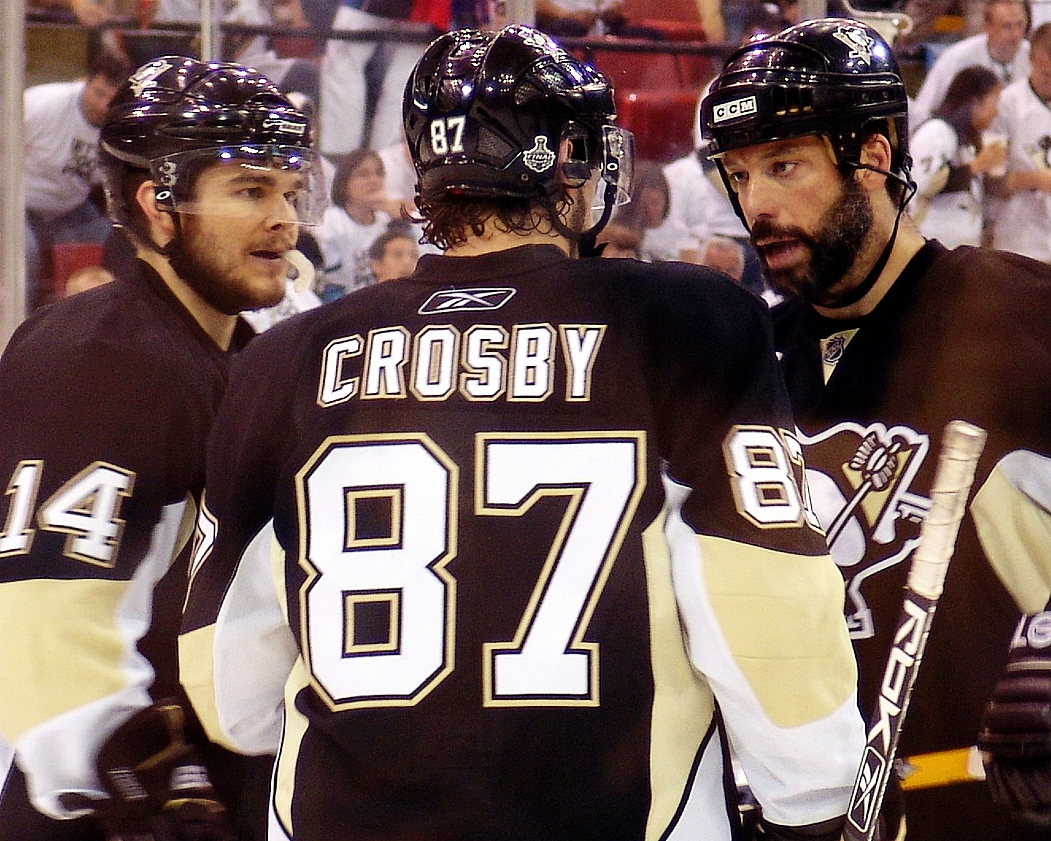
De gauche à droite : Chris Kunitz, Sidney Crosby et Guerin lors du sixième match de la finale de la Coupe Stanley en 2009.

L'équipe est à la recherche de joueurs d'ailes pour épauler les différents centres de l'équipe : Sidney Crosby, Ievgueni Malkine, Jordan Staal ou encore Maxime Talbot. Guerin enregistre un point dès son premier match avec l'équipe puis six points de plus lors de ses 16 qui suivent. À la fin du calendrier, ils sont classés à la deuxième place de la division derrière les Devils du New Jersey avec sept points de retard, quatrième équipe de l'association.
En séries, les Penguins éliminent au premier tour les Flyers en six matchs alors que lors du dernier match ils sont menés au score 3-0 avant de revenir au jeu, le réveil étant sonné par un combat entre Maxime Talbot des Penguins et Dan Carcillo des Flyers. Au tour suivant, Guerin et ses coéquipiers affrontent les Capitals de Washington emmenés par Aleksandr Ovetchkine. La série se prolonge jusqu'au septième match grâce à notamment une prestation de Semion Varlamov dans les buts des Capitals ainsi qu'aux talents offensifs de Crosby et d'Ovetchkine. Le septième match a lieu dans la salle de Washington et après 31 minutes de jeu, les Penguins mènent déjà 5-0. Finalement, ils remportent la rencontre et la qualification sur le score de 6 buts à 2.
La finale d'association est jouée contre les Hurricanes de la Caroline mais ces derniers perdent totalement pied en étant éliminés en quatre matchs. Contrairement à la saison précédente et à la superstition de la LNH, Crosby en accord avec Guerin décide de toucher le trophée Prince de Galles remis au champion de l'association. Les Penguins retrouvent les champions en titre en finale de la Coupe Stanley, les Red Wings de Détroit. Après les deux premières rencontres et deux défaites de Pittsburgh sur le même score de 1-3, la finale semble prendre le même chemin que la saison précédente mais les Penguins gagnent les deux matchs à domicile 4-2. Chris Osgood blanchit les Penguins lors de la cinquième date, 5-0, puis Pittsburgh gagne 2-1 le sixième match. La finale se joue donc au terme d'un septième match joué à Détroit le 12 juin et Guerin soulève la Coupe Stanley à la suite d'une victoire 2-1 grâce à un doublé de Talbot. Avec 36 points, Malkine est le meilleur pointeur de l'équipe des séries mais également de la LNH. À titre personnel, Guerin réalise 7 buts et 8 aides pour 15 points en vingt-quatre matchs.

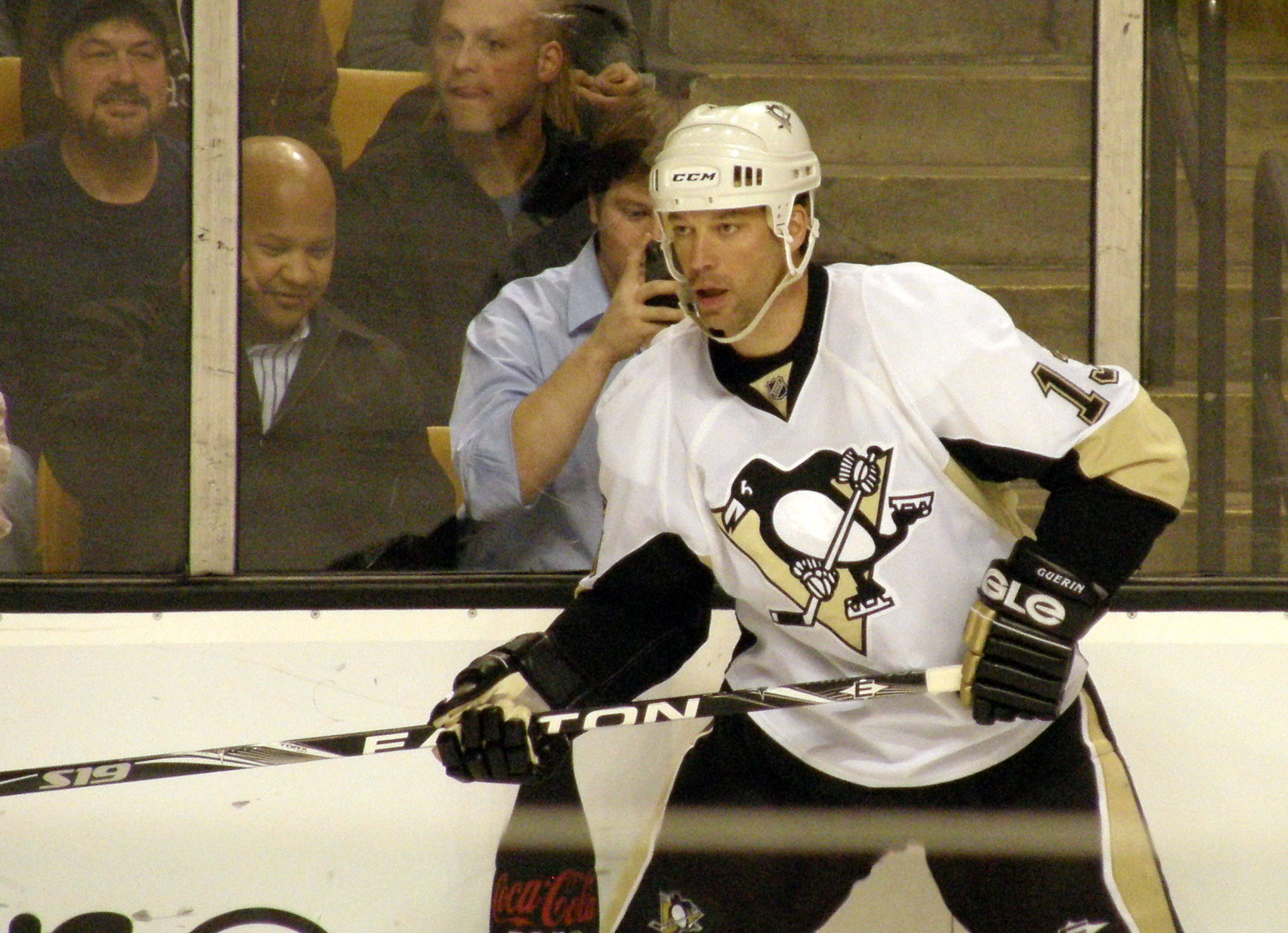
Guerin en mars 2010.

Le 29 juin 2009, Guerin signe un nouveau contrat d'un an avec les Penguins lui valant 2,85 millions de dollars et possède également une clause de non-échange.
Comme tous les joueurs champions de la Coupe Stanley, Guerin a droit à une journée entière pour profiter du trophée ; le 13 août 2009, il accueille la coupe à Oyster Bay, ville du comté de Nassau, sur Long Island. Le 10 septembre 2009, Guerin et les joueurs des Penguins rencontrent le Président des États-Unis Barack Obama à la Maison-Blanche avant de commencer la saison 2009-2010. Le 3 novembre, il joue son mille deux centième matchs dans la LNH. Quelques mois plus tard, le 11 mars 2010, il inscrit un but pour atteindre la barre des 850 points dans la LNH ; trois jours plus tard, il joue son 1 250e match. Sur l'ensemble de la saison régulière, Guerin compte 21 buts et 24 aides pour 45 points en 78 rencontres. Il est le dernier buteur en saison régulière de l'histoire du Mellon Arena, la salle des Penguins qui ne sera plus utilisée à partir de la saison suivante.
Les Penguins terminent à la deuxième place de la division et sont qualifiés pour les séries de la Coupe. Ils rencontrent les Sénateurs d'Ottawa lors de la première ronde et en viennent à bout en six matchs mais au cours du deuxième tour, ils sont éliminés en sept matchs par les Canadiens de Montréal. À la fin de la saison régulière, la presse de Pittsburgh décide de remettre à Guerin le « Masterton Nominee - Comeback Player Award » et d'en faire le candidat de l'équipe pour le trophée de la LNH : le trophée Bill-Masterton.
Les Penguins ayant annoncé que Guerin ne sera pas de retour avec l'équipe pour la saison 2010-2011, il obtient un essai avec les Flyers de Philadelphie. Finalement, le 4 octobre, les Flyers retranchent Guerin de la formation et il décide de prendre officiellement sa retraite en tant que joueur le 6 décembre 2010 après une carrière de 18 saisons durant laquelle il joue 1 263 parties, marque 429 buts et 427 mentions d'assistance pour un total de 856 points en saison régulière dans la LNH, en plus d'accumuler 1 660 minutes de pénalité.

### Carrière en management
Par la suite, il reste néanmoins dans l'organisation des Penguins en devenant Player Development Coach soit responsable du développement des joueurs. Le 25 juillet 2013, le Temple de la renommée du hockey américain annonce sa promotion de cette année dans laquelle se trouve entre autres Guerin et son ancien coéquipier Doug Weight.
Le 6 juin 2014, Jim Rutherford qui est le directeur général des Penguins annonce la promotion de Bill Guerin au poste d'assistant au directeur général de l'équipe. À la suite des victoires 2016 et 2017 des coupes Stanley, la franchise annonce l’extension du poste de Guerin en lui confiant la direction général des Penguins de Wilkes-Barre/Scranton qui est l'équipe de LAH affiliée aux Penguins de Pittsburgh . En août 2019, Guerin devient le quatrième directeur général du Wild du Minnesota, alors que le poste est vacant depuis le limogeage de Paul Fenton.

## Vie privée
Guerin est marié avec Kara ; ensemble, ils ont quatre enfants : Kayla Lyn, née le 6 juillet 1997, Grace Elizabeth, née en 1998, Liam, né le 23 mai 2001 et Lexi Rose, née le 2 décembre 2002.

## Statistiques

### Statistiques en club
| Saison     | Équipe                   | Ligue      |       | Saison régulière | Saison régulière | Saison régulière | Saison régulière | Saison régulière |    | Séries éliminatoires | Séries éliminatoires | Séries éliminatoires | Séries éliminatoires | Séries éliminatoires |
| Saison     | Équipe                   | Ligue      | PJ    | B                | A                | Pts              | Pun              | PJ               | B  | A                    | Pts                  | Pun                  |                      |                      |
| 1985-1986  | Olympics de Springfield  | NEJHL      | 48    | 26               | 19               | 45               | 71               |                  |    |                      |                      |                      |                      |                      |
| 1986-1987  | Olympics de Springfield  | NEJHL      | 32    | 34               | 20               | 54               | 40               |                  |    |                      |                      |                      |                      |                      |
| 1987-1988  | Olympics de Springfield  | NEJHL      | 38    | 31               | 44               | 75               | 146              |                  |    |                      |                      |                      |                      |                      |
| 1988-1989  | Olympics de Springfield  | NEJHL      | 31    | 32               | 35               | 67               | 90               |                  |    |                      |                      |                      |                      |                      |
| 1989-1990  | Eagles de Boston College | NCAA       | 39    | 14               | 11               | 25               | 64               |                  |    |                      |                      |                      |                      |                      |
| 1990-1991  | Eagles de Boston College | NCAA       | 38    | 26               | 19               | 45               | 102              |                  |    |                      |                      |                      |                      |                      |
| 1991-1992  | Devils d'Utica           | LAH        | 22    | 13               | 10               | 23               | 6                | 4                | 1  | 3                    | 4                    | 14                   |                      |                      |
| 1991-1992  | Devils du New Jersey     | LNH        | 5     | 0                | 1                | 1                | 9                | 6                | 3  | 0                    | 3                    | 4                    |                      |                      |
| 1992-1993  | Devils d'Utica           | LAH        | 18    | 10               | 7                | 17               | 47               |                  |    |                      |                      |                      |                      |                      |
| 1992-1993  | Devils du New Jersey     | LNH        | 65    | 14               | 20               | 34               | 63               | 5                | 1  | 1                    | 2                    | 4                    |                      |                      |
| 1993-1994  | Devils du New Jersey     | LNH        | 81    | 25               | 19               | 44               | 101              | 17               | 2  | 1                    | 3                    | 35                   |                      |                      |
| 1994-1995  | Devils du New Jersey     | LNH        | 48    | 12               | 13               | 25               | 72               | 20               | 3  | 8                    | 11                   | 30                   |                      |                      |
| 1995-1996  | Devils du New Jersey     | LNH        | 80    | 23               | 30               | 53               | 116              |                  |    |                      |                      |                      |                      |                      |
| 1996-1997  | Devils du New Jersey     | LNH        | 82    | 29               | 18               | 47               | 95               | 8                | 2  | 1                    | 3                    | 18                   |                      |                      |
| 1997-1998  | Devils du New Jersey     | LNH        | 19    | 5                | 5                | 10               | 13               |                  |    |                      |                      |                      |                      |                      |
| 1997-1998  | Oilers d'Edmonton        | LNH        | 40    | 13               | 16               | 29               | 80               | 12               | 7  | 1                    | 8                    | 17                   |                      |                      |
| 1998-1999  | Oilers d'Edmonton        | LNH        | 80    | 30               | 34               | 64               | 133              | 3                | 0  | 2                    | 2                    | 2                    |                      |                      |
| 1999-2000  | Oilers d'Edmonton        | LNH        | 70    | 24               | 22               | 46               | 123              | 5                | 3  | 2                    | 5                    | 9                    |                      |                      |
| 2000-2001  | Oilers d'Edmonton        | LNH        | 21    | 12               | 10               | 22               | 18               |                  |    |                      |                      |                      |                      |                      |
| 2000-2001  | Bruins de Boston         | LNH        | 64    | 28               | 35               | 63               | 122              |                  |    |                      |                      |                      |                      |                      |
| 2001-2002  | Bruins de Boston         | LNH        | 78    | 41               | 25               | 66               | 91               | 6                | 4  | 2                    | 6                    | 6                    |                      |                      |
| 2002-2003  | Stars de Dallas          | LNH        | 64    | 25               | 25               | 50               | 113              | 4                | 0  | 0                    | 0                    | 4                    |                      |                      |
| 2003-2004  | Stars de Dallas          | LNH        | 82    | 34               | 35               | 69               | 109              | 5                | 0  | 1                    | 1                    | 4                    |                      |                      |
| 2005-2006  | Stars de Dallas          | LNH        | 70    | 13               | 27               | 40               | 115              | 5                | 3  | 1                    | 4                    | 0                    |                      |                      |
| 2006-2007  | Blues de Saint-Louis     | LNH        | 61    | 28               | 19               | 47               | 52               |                  |    |                      |                      |                      |                      |                      |
| 2006-2007  | Sharks de San José       | LNH        | 16    | 8                | 1                | 9                | 14               | 9                | 0  | 2                    | 2                    | 12                   |                      |                      |
| 2007-2008  | Islanders de New York    | LNH        | 81    | 23               | 21               | 44               | 65               |                  |    |                      |                      |                      |                      |                      |
| 2008-2009  | Islanders de New York    | LNH        | 61    | 16               | 20               | 36               | 63               |                  |    |                      |                      |                      |                      |                      |
| 2008-2009  | Penguins de Pittsburgh   | LNH        | 17    | 5                | 7                | 12               | 18               | 24               | 7  | 8                    | 15                   | 15                   |                      |                      |
| 2009-2010  | Penguins de Pittsburgh   | LNH        | 78    | 21               | 24               | 45               | 75               | 11               | 4  | 5                    | 9                    | 2                    |                      |                      |
| Totaux LNH | Totaux LNH               | Totaux LNH | 1 263 | 429              | 427              | 856              | 1 660            | 140              | 39 | 35                   | 74                   | 162                  |                      |                      |

### Statistiques en équipe nationale
| Année | Équipe            | Compétition                 |   | PJ | B | A | Pts | Pun               |  | Résultat |
| 1989  | États-Unis junior | Championnat du monde junior | 7 | 0  | 3 | 3 | 16  | Cinquième place   |  |          |
| 1990  | États-Unis junior | Championnat du monde junior | 7 | 0  | 0 | 0 | 18  | Sixième place     |  |          |
| 1996  | États-Unis        | Coupe du monde              | 7 | 0  | 2 | 2 | 17  | Médaille d'or     |  |          |
| 1998  | États-Unis        | Jeux olympiques             | 4 | 0  | 3 | 3 | 2   | Sixième place     |  |          |
| 2002  | États-Unis        | Jeux olympiques             | 6 | 4  | 0 | 4 | 4   | Médaille d'argent |  |          |
| 2004  | États-Unis        | Coupe du monde              | 5 | 2  | 2 | 4 | 8   | Quatrième place   |  |          |
| 2006  | États-Unis        | Jeux olympiques             | 6 | 1  | 0 | 1 | 0   | Huitième place    |  |          |

## Trophées et honneurs personnels

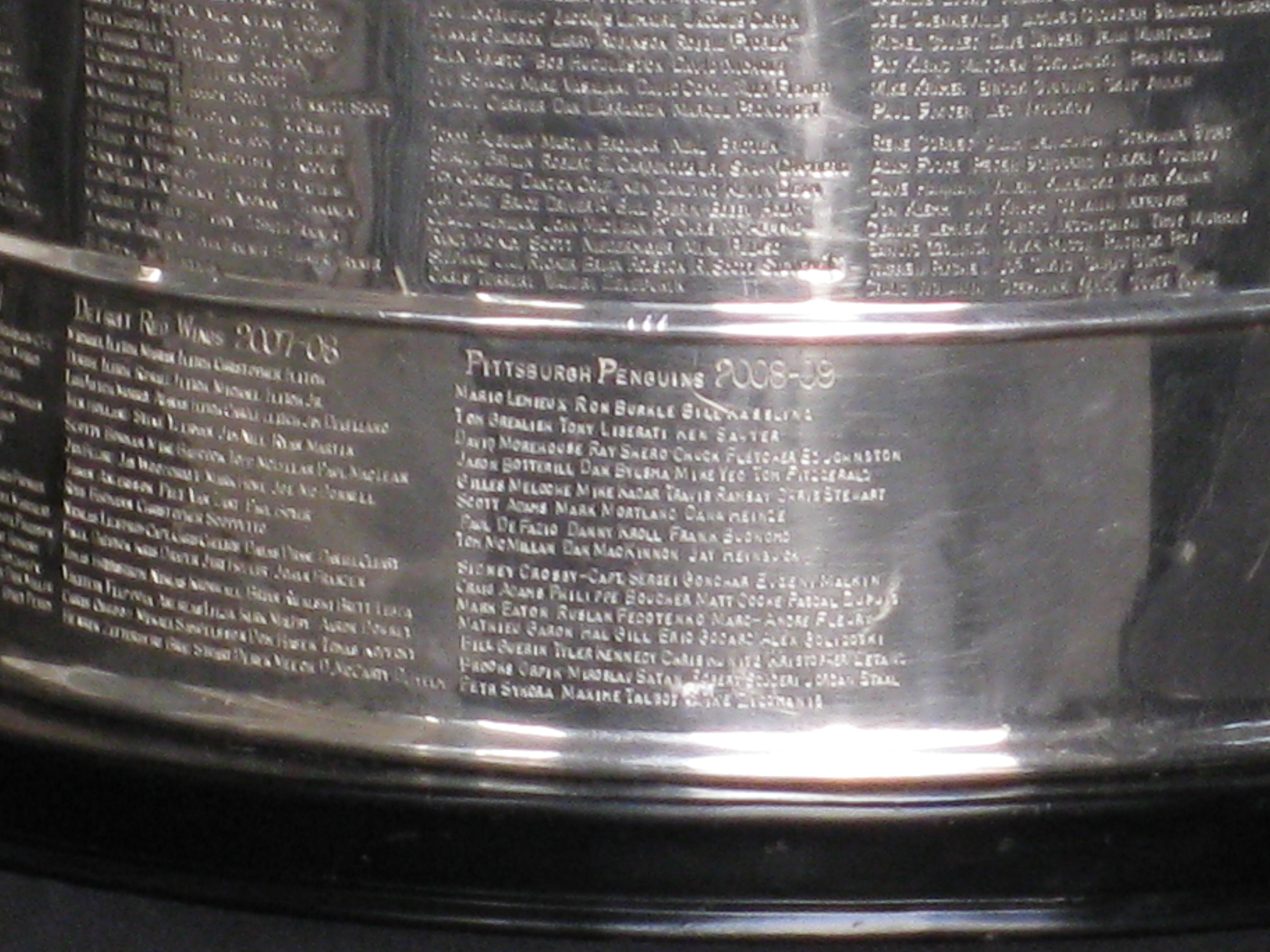
La Coupe Stanley et l'effectif des Penguins 2008-2009 gravé.

- 1994-1995 : Coupe Stanley avec les Devils du New Jersey.
- Sélectionné pour le Match des étoiles de la Ligue nationale de hockey en 2001, 2003, 2004 et 2007
- Élu meilleur joueur au Match des étoiles de 2001.
- 2001-2002 : nommé dans la deuxième équipe d'étoiles de la LNH
- 2008-2009 : Coupe Stanley avec les Penguins de Pittsburgh.
- 2013 : intonisé au Temple de la renommée du hockey américain